# 百八角形
百八角形（ひゃくはちかくけい、ひゃくはちかっけい、hectaoctagon）は、多角形の一つで、108本の辺と108個の頂点を持つ図形である。内角の和は19080°、対角線の本数は5670本である。

## 正百八角形
正百八角形においては、中心角と外角は3.333…°で、内角は176.666…°となる。一辺の長さが a の正百八角形の面積 S は
{\displaystyle S={\frac {108}{4}}a^{2}\cot {\frac {\pi }{108}}}
{\displaystyle \cos(2\pi /108)}を平方根と立方根で表すと、
{\displaystyle {\begin{aligned}2\cos {\frac {2\pi }{108}}=&{\sqrt[{3}]{\cos {\frac {2\pi }{36}}+i\sin {\frac {2\pi }{36}}}}+{\sqrt[{3}]{\cos {\frac {2\pi }{36}}-i\sin {\frac {2\pi }{36}}}}\\\cos {\frac {2\pi }{108}}=&{\frac {{\sqrt[{3}]{\sqrt[{3}]{\frac {{\sqrt {3}}+i}{2}}}}+{\sqrt[{3}]{\sqrt[{3}]{\frac {{\sqrt {3}}-i}{2}}}}}{2}}={\frac {{\sqrt[{3}]{\sqrt[{3}]{-i\omega }}}+{\sqrt[{3}]{\sqrt[{3}]{i\omega ^{2}}}}}{2}}\end{aligned}}}

### 正百八角形の作図
正百八角形は定規とコンパスによる作図が不可能な図形である。
正百八角形は折紙により作図可能である。